# Koreanische Alterszählung

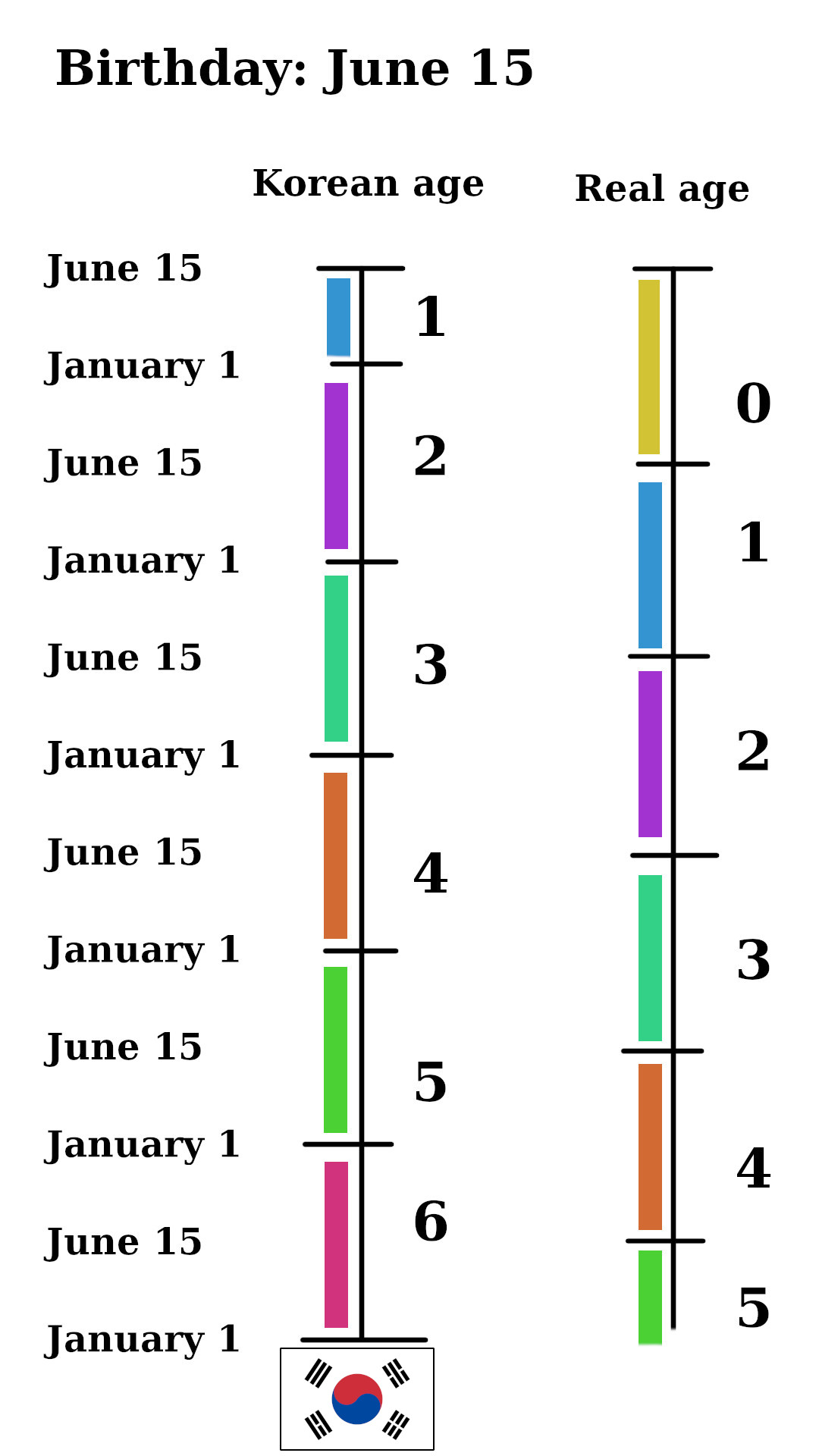
Gegenüberstellung anhand einer Person, die am 15. Juni geboren wurde. Der 15. Juni ist der 166. Tag des gregorianischen Kalenders (der 167. in Schaltjahren).

Nach der traditionellen koreanischen Alterszählung (세는나이 seneun nai), umgangssprachlich auch koreanisches Alter (engl. Korean age; kor: 한국 나이 hanguk nai), ist ein Kind mit der Geburt bereits 1 Jahr alt. Darüber hinaus wird man nicht am Geburtstag um ein Jahr älter, sondern alle Menschen an Neujahr, was im „Extremfall“ dazu führt, dass ein am 31. Dezember geborenes Kind am darauffolgenden 1. Januar, also nur wenige Stunden später, bereits 2 Jahre alt ist. Es kann die simple Formel „Koreanisches Alter“ = (Aktuelles Jahr − Geburtsjahr) + 1 zur Berechnung angewandt werden. Die ostasiatischen Länder China, Japan und Vietnam wandten in der Vergangenheit das gleiche Altersbestimmungssystem an. In Nordkorea wurde es in den 1980er Jahren abgeschafft. Südkorea schaffte es 2023 ab.
Die internationale Zählung, wie sie zum Beispiel in Deutschland gängig ist, wird man nai (만 나이) genannt.

## Berechnungsmethoden
Es gibt verschiedene, einfache Berechnungsmethoden. Eine bekannte Darstellung ist:
„Koreanisches Alter“ = (Aktuelles Jahr − Geburtsjahr) + 1.
Seneun nai bedeutet in etwa „Alter nach dem Zählen der Jahre“. Eine weitere Bezeichnung ist 햇수 나이 haetsu nai. Dieser Begriff bedeutet so viel wie „Alter nach Anzahl der Jahre“. Daraus kann man ableiten, dass man einfach die Jahre zählen kann, in der eine Person gelebt hat.
Beispiel: Aktuelles Jahr = 2023; Geburtsjahr = 2019
- 1. Jahr = 2019
- 2. Jahr = 2020
- 3. Jahr = 2021
- 4. Jahr = 2022
- 5. Jahr = 2023

Nach koreanischer Altersrechnung ist die Person also 5 Jahre alt.

## Hintergrund
Es gibt mehrere Theorien über den Ursprung und die Gedankengänge hinter der koreanischen Alterszählung. So sagt zum Beispiel eine aus, dass das am Tag der Geburt gezählte erste Lebensjahr die Zeit im Mutterleib repräsentiert: neun Monate werden aufgerundet auf zwölf. Andere weisen auf ein altes, antikes asiatisches Zahlensystem hin, das das Konzept der Null nicht hatte, kannte oder benutzte. Was das zusätzliche Jahr angeht, das am 1. Januar hinzugefügt wird, behaupten einige Experten, dass es mit dem chinesischen 60-Jahre-Kalenderzyklus verbunden ist. Sie glauben, dass die alten Koreaner ihr Geburtsjahr innerhalb dieses Kalenderzyklus platzierten, als es noch keine regulären Kalender gab. Daher neigten sie dazu, ihren Geburtstag zu ignorieren und stattdessen am ersten Tag des Mondkalenders ein ganzes Jahr hinzuzufügen. Als die Koreaner später begannen, die westlichen Kalender zu befolgen, wird das zusätzliche Jahr nun am 1. Januar hinzugefügt.

## Alltag
Die Frage nach dem Alter ist eine der ersten, die man einer fremden Person stellt, weil sich daraufhin die jeweilige Höflichkeitsform in der Koreanischen Sprache bedingt (formelle Anrede), doch selbst die Art und Weise, wie man seine Freunde anspricht (informelle Anrede), hängt vom jeweiligen Alter ab: Wenn sie nur ein wenig älter sind, sind sie 누나 nuna oder 언니 eonni, wenn sie jünger sind, sind sie 동생 dongsaeng, siehe auch Unterpunkt: Honorativsystem. Für den Einkauf von Alkohol und Tabakwaren gilt die Zählweise mit null Jahren bei der Geburt und dem Stichtag 1. Januar, an dem man um ein Jahr älter wird. Auch die Wehrpflicht wird so berechnet. Koreaner geben einem Ausländer, wenn sie nach ihrem Alter gefragt werden, oft zwei, wenn nicht gar drei, Altersangaben an. Das Vorhandensein von zwei bzw. drei unterschiedlichen Altersangaben hat zu sozialen wie wirtschaftlichen Unkosten geführt, da es zu Verwirrungen und somit „falschen“ Angaben zum Beispiel bei Rentenkassen kam.
Seit Jahrzehnten gibt es Diskussionen darüber, wie und ob man diese verschiedenen Zählsysteme beibehalten kann: Einige Eltern äußern Bedenken, dass ihre Kinder, die spät im Jahr geboren wurden, aufgrund ihrer vergleichsweise geringeren Körpergröße (Biologisches Alter) gegenüber älteren Kindern zum Beispiel in Kindertagesstätten benachteiligt sein könnten. Sie empfinden es als absurd, dass ihre Kinder bereits wenige Tage nach der Geburt ihren zweiten Geburtstag feiern. Einige Eltern erwägen sogar, ihre Schwangerschaft so zu planen, dass ihre Babys nicht spät im Jahr geboren werden, und verschieben die Registrierung der Geburt in den Januar hinein.
Allerdings sind nicht alle Südkoreaner der Meinung, dass die traditionelle Berechnung veraltet ist. Sie argumentieren, dass sie die Bedeutung des Lunarkalenders in ostasiatischen Gesellschaften widerspiegelt, im Gegensatz zum Solarkalender, der im Westen verwendet wird. Sie sehen kein Problem, dass sowohl das koreanische Alterssystem als auch das internationale Alterssystem (weiterhin) nebeneinander existieren, ähnlich wie traditionelle Feiertage wie das Mondneujahr und Weihnachten. Einige betonen den kulturellen Wert des koreanischen Alterssystems, das auf die Anerkennung der Zeit im Mutterleib zurückgeht.
Die seit Jahrzehnten geführte Debatte dreht sich im Wesentlichen darum, ob das internationale Alterssystem angenommen werden soll, um sich an weltweite Standards in der immer globalisierten Welt anzupassen, oder ob das traditionelle koreanische Alterssystem aufgrund seiner kulturellen Bedeutung und des Mondkalenders beibehalten werden soll. Bereits seit den 1960er Jahren begann Südkorea damit, das westliche Berechnungssystem offiziell zu verwenden. Das man-nai tongil-beop genannte Gesetz wurde als rechtliches Alter bei Gerichten, Krankenhäusern und öffentlichen Ämtern verwendet. Bestimmte Gesetze jedoch, wie das Jugendschutzgesetze für Filme, Serien oder Videospiele, beruft sich auf das Geburtsjahr, unabhängig vom Monat.
Der 13. Präsident Südkoreas, Yoon Suk-yeol, vollzog schließlich die Abschaffung der traditionellen und die Übernahme der internationalen Altersberechnung, bei der ab der Geburt bei null Jahren und null Tagen angefangen wird zu zählen und das Alter mit jedem Geburtstag um ein Jahr steigt, um die  Verwirrung und die hohen Verwaltungskosten einzudämmen, so die Erklärung von Präsident und Parlament, deren Zustimmung notwendig war. Die meisten Südkoreaner befürworteten die Gesetzesänderung, die am 28. Juni 2023 in Kraft trat.